# JATET規格
JATET規格(じゃてっときかく)とは、劇場演出空間技術協会(JATET)によって定められた、劇場、演出空間の技術に関する規格である。
一部の規格は、劇場等演出空間電気設備指針、演出空間仮設電気設備指針に引用され、その一部をなしている。

## 建築規格
- JATET-A-5010 劇場演出空間データシート
- JATET-A-6020 劇場演出空間データシート２
- JATET-A-7030 劇場演出空間データシート３
- JATET-A-8040 劇場演出空間データシート４
- JATET-A-2050 劇場・ホールの改修工事に関する調査研究

## 機構規格
- JATET-M-2011 演出空間の基準・規則・安全について
- JATET-M-4010-2 舞台機構操作で使用される用語と操作釦等の配置
- JATET-M-6010-2 舞台機構制御盤・操作盤の周囲環境に対する指針
- JATET-M-6020-1 吊物バトン積載荷重表示指針
- JATET-M-6030-3 吊物機構安全指針・同解説

懸垂物安全指針(建設省住指発第157号・平成元年5月16日)・同解説と対になるもの
- JATET-M-5040-1 床機構安全指針・同解説
- JATET-M-5090-1 舞台機構設備機器保守点検時における安全作業指針
- JATET-M-6040-1 舞台機構設備の運用操作の注意事項(JATET資料)
- 劇場演出空間内での繊維ロープの取扱いについてのガイドライン
- 舞台機構を安全に使用するために（舞台機構使用に関する安全手帳）

## 音響規格
- JATET-S-4041 劇場演出における音響効果測定について
- JATET-S-5030 劇場・ホール舞台連絡設備指針
- JATET-S-2050 移動及び持込音響機器における音響電源設備の安全基準

## 照明規格
- JATET-L-3010 照明等演出用設備の伝送規格
- JATET-L-3011 リモコン照明機器制御の規格について
- JATET-L-3020 演出空間照明用調光器調光特性規格
- JATET-L-3030-4 演出空間専用差込接続器C型 20A
- JATET-L-5040-4 演出空間専用差込接続器C型 30A
- JATET-L-5050-4 演出空間専用差込接続器C型 60A
- JATET-L-5070-2 演出空間照明器具等の銘板類の表示規格
- JATET-L-5080-3 演出空間用照明器具及び照明機材等の安全表示ガイドライン
- JATET-L-6060-4 演出空間専用差込接続器D型 20A
- JATET-L-6090 COMOSフロッピーディスク調光データフォーマット規格
- JATET-L-6180 演出空間照明用サイリスタ調光器のノンディム機能規格
- JATET-L-7100-3 演出空間用調光装置の表示規格（銘板類）
- JATET-L-7110-2 演出空間用調光装置の安全確保のための表示ガイドライン
- JATET-L-7120-2 漏電感知機能付き調光器規格
- JATET-L-7190 劇場等演出空間用照明設備更新のためのガイドライン 正誤表
- JATET-L-7191 劇場等演出空間用照明設備の劣化診断・適正更新時期判定プログラムCD(JATET-L-7190対応版)
- JATET-L-8110-2 演出空間用調光装置の安全基準
- JATET-L-9130 演出空間照明機器類のダボ及びダボ受けの寸法規格
- JATET-L-9140 演出空間用照明器具のフィルタホルダおよびフィルタホルダ枠の寸法規格
- JATET-L-1150 照明演出用調光装置の共通データ規格

いわゆるJASCII規格のこと
先行するUSITT(英語版記事) ASCII規格(規格書-英語)などを参考に制定された。
COMOS規格が、フロッピーディスクのフォーマットをIBMフォーマットとしたため、現在の2mode FDDでは読み書きできなくなった点の反省に基づき、物理規格は定めず、テキストファイルのファイルフォーマットのみの定義としている。
しかし、文字コードをShift_JIS（規格書には明記されていないが、実装としてはWindows-31Jが多いと思われる）、改行コードをCR+LF、物理行を改行コードを除いて80バイトとするなど、MS-DOSテキストの影響は否めない。しかし、EOFは必要ではない。
なお、この規格の概略については、パナソニック電工が無料で配布している自社卓－JASCIIデータ変換プログラムのヘルプファイルで知ることが出来る。
- JATET-L-2160 演出空間用照明器具のつり下げハンガー（手締め式）規格
- JATET-L-2170 演出空間用照明器具の平置きスタンド規格

## 映像規格
- JATET-V-1010 自発光方式大型映像装置　用語解説集
- JATET-V-1020 大型映像装置の安全運用について

## 総合規格
- JATET-G-4031 劇場マネージメント関連の人材育成について
- JATET-G-4051 新分野集客施設の実態について
- JATET-G-4041 劇団経営実態に関する調査研究について
- JATET-G-5010 劇場用語
- JATET-G-6020-1 JATET規格等の規格番号規程